# Bệnh viện Nguyễn Trãi
Bệnh viện Nguyễn Trãi là một bệnh viện đa khoa trực thuộc Sở Y tế Thành phố Hồ Chí Minh, có địa chỉ tại số 314 đường Nguyễn Trãi, Phường 8, Quận 5, Thành phố Hồ Chí Minh.

## Tổ chức
Bệnh viện Nguyễn Trãi hiện là bệnh viện hạng I, quy mô 800 giường điều trị nội trú. Về tổ chức, bệnh viện chia ra 29 khoa và 9 phòng chức năng.

## Lịch sử

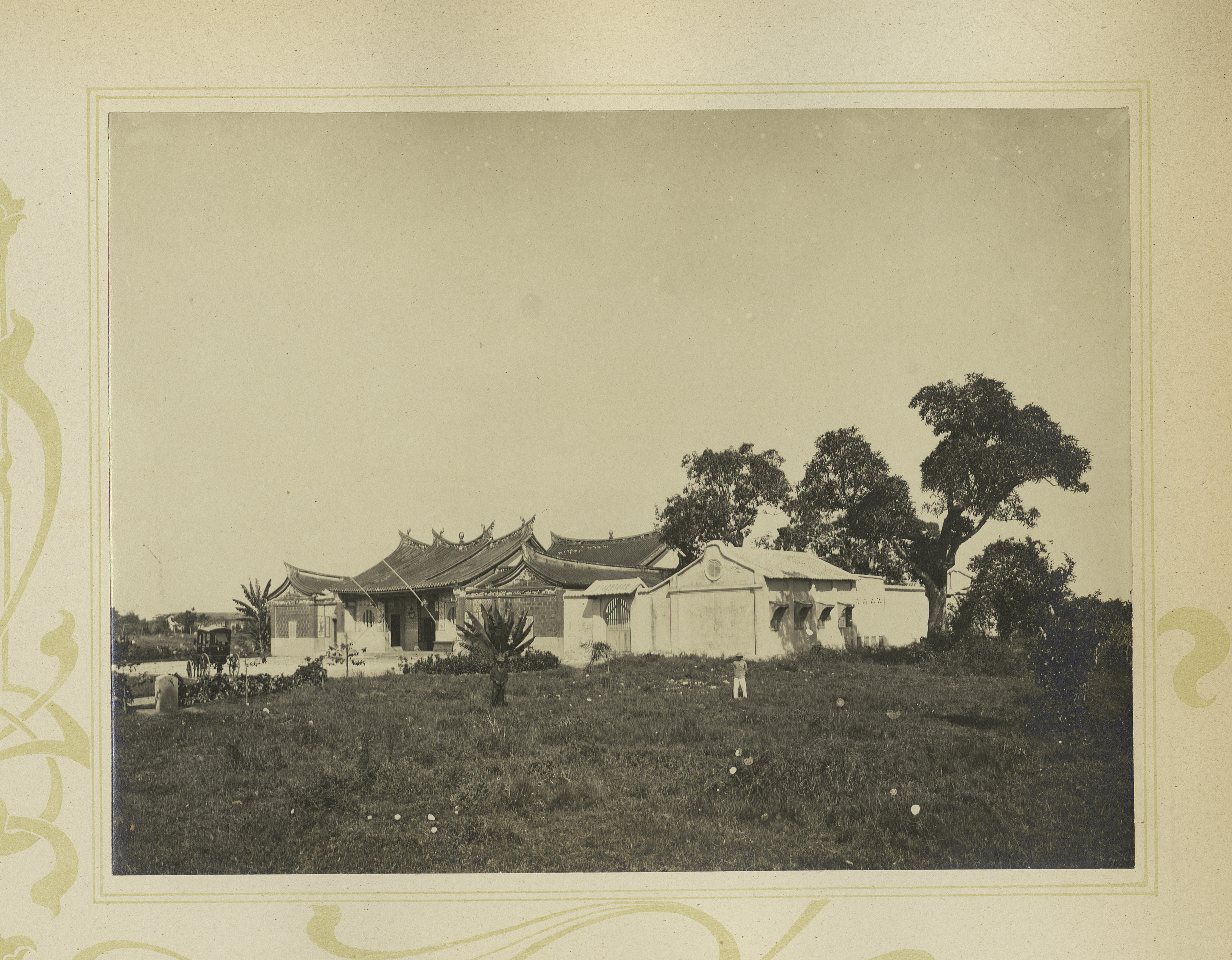
Bệnh viện Phúc Kiến vào năm 1909

Bệnh viện này được cộng đồng người Hoa thuộc bang Phúc Kiến tại Chợ Lớn xây dựng năm 1909, lúc bấy giờ mang tên Phúc Kiến Y viện. Ban đầu bệnh viện chỉ điều trị Đông y, đến năm 1959 mới bắt đầu điều trị Tây y.
Năm 1978, Bệnh viện Phúc Kiến trở thành bệnh viện công lập và được đổi tên thành Bệnh viện Nguyễn Trãi như hiện nay.

## Di tích
Trong khuôn viên bệnh viện có một ngôi từ đường cổ (còn được gọi là Phước Thiện Nghĩa từ) được xây dựng từ cuối thế kỷ 19, vốn là từ đường của nghĩa trang trước kia. Về sau, nghĩa trang được di dời để lấy đất xây dựng bệnh viện, tuy nhiên từ đường vẫn được giữ lại cho đến nay. Năm 2009, Từ đường Phước Kiến được Ủy ban nhân dân Thành phố Hồ Chí Minh xếp hạng di tích kiến trúc nghệ thuật cấp thành phố.